# Renate Schneider (Turnerin)
Renate Schneider (* 3. Mai 1939 in Berlin) ist eine ehemalige deutsche Turnerin.

## Karriere
Renate Schneider wurde bei den Olympischen Spielen 1960 in Rom mit der deutschen Mannschaft Sechste im Mannschaftsmehrkampf. Ihr bestes Einzelresultat erzielte sie mit Rang 36 am Schwebebalken.
1956 wurde sie DDR-Meisterin im Sprung.